# 9744 Nielsen
9744 Nielsen (1988 JW) là một tiểu hành tinh vành đai chính được phát hiện ngày 9 tháng 5 năm 1988 bởi C. S. và E. M. Shoemaker ở Palomar.